# France 3 Alsace
 (août 2018).
France 3 Alsace est une des vingt-quatre antennes métropolitaines de proximité de France Télévisions, émettant en Alsace et basée à Strasbourg. Elle fait partie de la direction France 3 Grand Est.
À partir du 1er janvier 2017, elle fusionne avec trois autres antennes au sein de France 3 Grand Est.

## Histoire de la chaîne
À la suite de la décision du gouvernement français de créer des stations régionales de télévision, afin de permettre aux régions urbanisées et industrielles, à proximité des frontières, de capter les signaux de télévision, l'émetteur régional de télévision de la R.T.F. à Strasbourg Lauth, à l'angle de la rue Lauth et de la place de Bordeaux, est mis en service le 15 octobre 1953, permettant à Télé-Strasbourg de diffuser ses premières émissions. La construction de cet émetteur provisoire a été accélérée pour éviter que les Alsaciens achètent des récepteurs allemands en 625 lignes incapables de capter par la suite le programme national de la R.T.F. diffusé en haute-définition en 819 lignes. En effet, le couronnement d'Élisabeth II le 2 juin 1953 avait été présenté au public à Strasbourg par un commerçant captant le tout nouvel émetteur de Baden-Baden de la Télévision allemande.
Pendant un mois et demi, la station R.T.F. Télévision de Strasbourg fonctionne de façon indépendante de celle de Paris jusqu'au 25 décembre 1953, où des relais hertziens relient enfin Paris à Strasbourg, la station de Strasbourg devant alors en permanence relayer le programme national de la R.T.F.
À partir de 1958, la station réalise pour le réseau national un dimanche sur quatre, en alternance avec Télé-Lille, Télé-Marseille et Télé-Lyon, la série Dimanche en France, initiée par Jean d'Arcy, le Directeur de la télévision de la R.T.F. Ces émissions sont réalisées en film, en noir et blanc et diffusées de 12 h 30 à 13 h. Jacques Martin y débute le 27 novembre 1960 sous le pseudonyme de Ducerf en animant l'émission Pas très show,. Cette tranche horaire est reprise par Paris en 1962 pour diffuser Discorama.
L'O.R.T.F. construit un émetteur plus puissant à Nordheim en 1964 afin d'élargir le rayon de diffusion de Télé-Strasbourg à toute l'Alsace.
À la suite de l'éclatement de l'O.R.T.F. le 31 décembre 1974 et à la création de la nouvelle société nationale de programme France-Régions 3 responsable de toutes les chaînes de radio et de télévision régionales, Télé-Strasbourg devient FR3 Alsace dès le 6 janvier 1975, lorsque les programmes régionaux passent de la deuxième à la troisième chaîne.
À partir du 5 septembre 1983, le programme régional est diffusé en soirée de 17 h à 19 h 55 et la publicité sur l'antenne régionale est autorisée par la Haute Autorité de la communication audiovisuelle en 1984, ce qui entraîne la création de FR3 Publicité Strasbourg. La même année est inaugurée la Rédaction Européenne de FR3, basée à Strasbourg, où s'est installé le Parlement européen.
La régionalisation se développe avec le magazine en alsacien Rund um créé en 1989.
L'information régionale est alors diffusée tous les jours de 19 h 10 à 19 h 30 dans le cadre du 19/20 et ce, dès 1990.
Avec la création de France Télévision le 7 septembre 1992, les sociétés nationales de programmes de télévision changent de nom : FR3 devient France 3 et sa station régionale FR3 Alsace est renommée France 3 Alsace. La chaîne décide de renforcer son identité régionale en finançant l'adaptation en alsacien du dessin animé Les Aventures de Tintin en 1996 et des Shadoks.
France 3 Alsace possède alors deux déclinaisons locales, Édition Haute-Alsace et Édition Route 67, inaugurées en 2001 et 2013 .
La réforme de France Télévisions en entreprise unique, le 4 janvier 2010, voit se regrouper les 24 antennes régionales au sein de 4 pôles, France 3 Alsace fait alors partie du Pôle Nord-Est dont le siège est à Strasbourg.
Dans la nuit du 1er au 2 février 2010, la région Alsace a été la première région à basculer en tout numérique.
Le 1er janvier 2017 voit apparaître une nouvelle réforme du réseau régional de France 3, dont l’objectif est de développer les programmes régionaux et la proximité. 13 directions régionales sont créées, France 3 Alsace est rattachée à la direction France 3 Grand Est, dont le siège est à Strasbourg. France 3 Lorraine et France 3 Champagne-Ardenne font partie de la même direction.

## Identité visuelle
Le 29 janvier 2018, France Télévisions dévoile sa nouvelle identité visuelle. Le logo .3 alsace est utilisé uniquement à l'antenne. Pour toute la communication, c'est le logo de la marque régionale qui prévaut : France 3 Grand Est.

### Identité visuelle (logo)

Logo de l'ORTF Strasbourg du 25 juillet 1964 au 5 janvier 1975.
Logo de FR3 Alsace du 6 mai 1986 au 22 novembre 1987.
Logo de France 3 Alsace du 7 septembre 1992 au 6 janvier 2002.
Logo de France 3 Alsace du 7 janvier 2002 au 6 avril 2008.
Logo de France 3 Alsace du 7 avril 2008 (version print).
Ancienne évolution du logo de France 3 Alsace (version écran).
Logo alternatif, à l'antenne du 5 septembre 2011 au 1er janvier 2017.
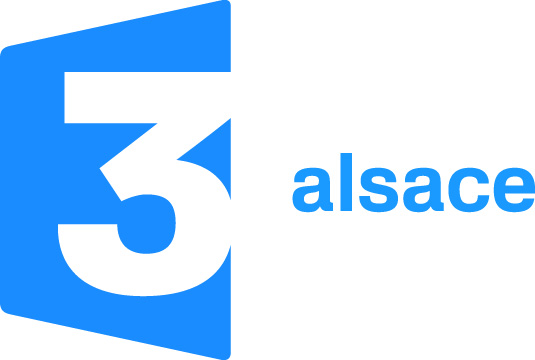
Logo de France 3 Alsace de mai 2012 au 1er janvier 2017 (version droite).

## Organisation
Directeurs régionaux :
- Fernand Jacquemart : 1969 - 1973
- Pierre Roubaud : 1973 - 1977
- Mario Beunat :1977-1983
- Georges Traband : 1983 - 1991
- Jean-Louis English 1991 - 2001
- Gérard Scheer 2001 - 2007
- Marie-Thérèse Montalto 2007  - 2010
- Jean-Pierre Bennechet (directeur du pôle Nord Est) 2010 - 2015
- Marie-Thérèse Montalto (directrice de France 3 Grand Est) 2017 - 2022
- Fanny Klipfel (directrice de France 3 Grand Est) depuis 2022

Dirigeants de France 3 Grand Est :
- Directrice : Fanny Klipfel
- Déléguée antenne et contenus : Aymeric Robert
- Déléguée communication : Delphine Lenormand
- Délégué numérique : Matthieu Mercier

Responsables de France 3 en Alsace :
- Rédacteur en chef France 3 Alsace : Stéphanie Lafuente
- Rédacteurs en chef adjoints : Jean-François Dolisi, Renaud Hartzer, Danièle Léonard, Dominique Siedlaczek, Marc Schmitt, Régine Willhelm
- Responsable du centre technique : Eric Michel
- Adjoint centre technique : Olivier Robert

### Mission
À l’instar du groupe France Télévisions, France 3 en région a pour mission d’informer, de divertir, d’éduquer, d’animer le débat démocratique, de créer du lien social. France 3 Alsace produit et diffuse de l’information et des programmes de proximité sur tous ses canaux de diffusion (antennes télé et numérique).

### Siège et bureaux permanents

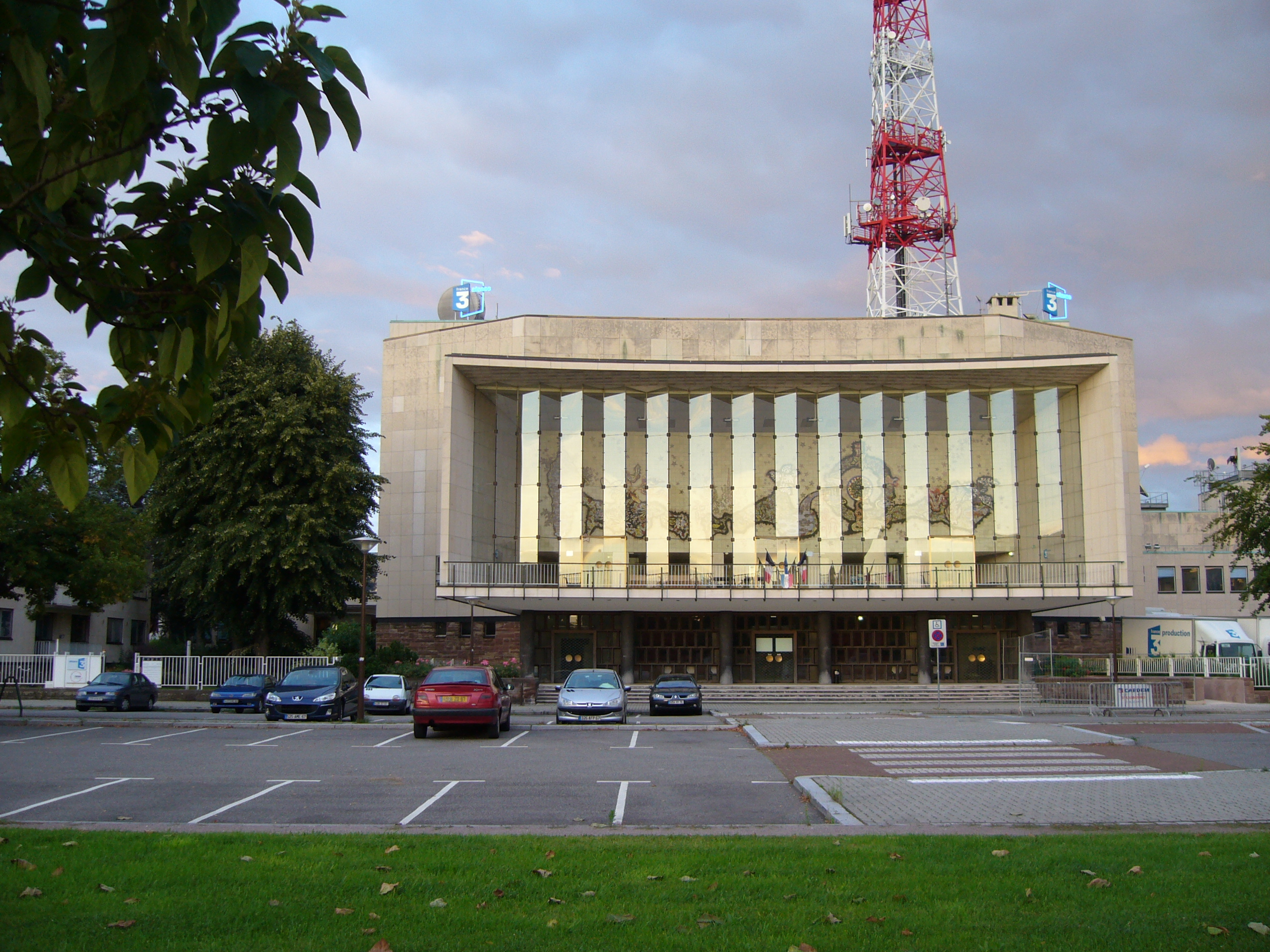
Siège de France 3 Alsace à Strasbourg, avec la céramique de Jean Lurçat

Le siège de France 3 Alsace est situé Place de Bordeaux à Strasbourg dans la Maison de la Radio et de la Télévision, un bâtiment construit à partir de 1956 par les architectes Paul Tournon, A. Devilliers et P. Verdier.

## Diffusion

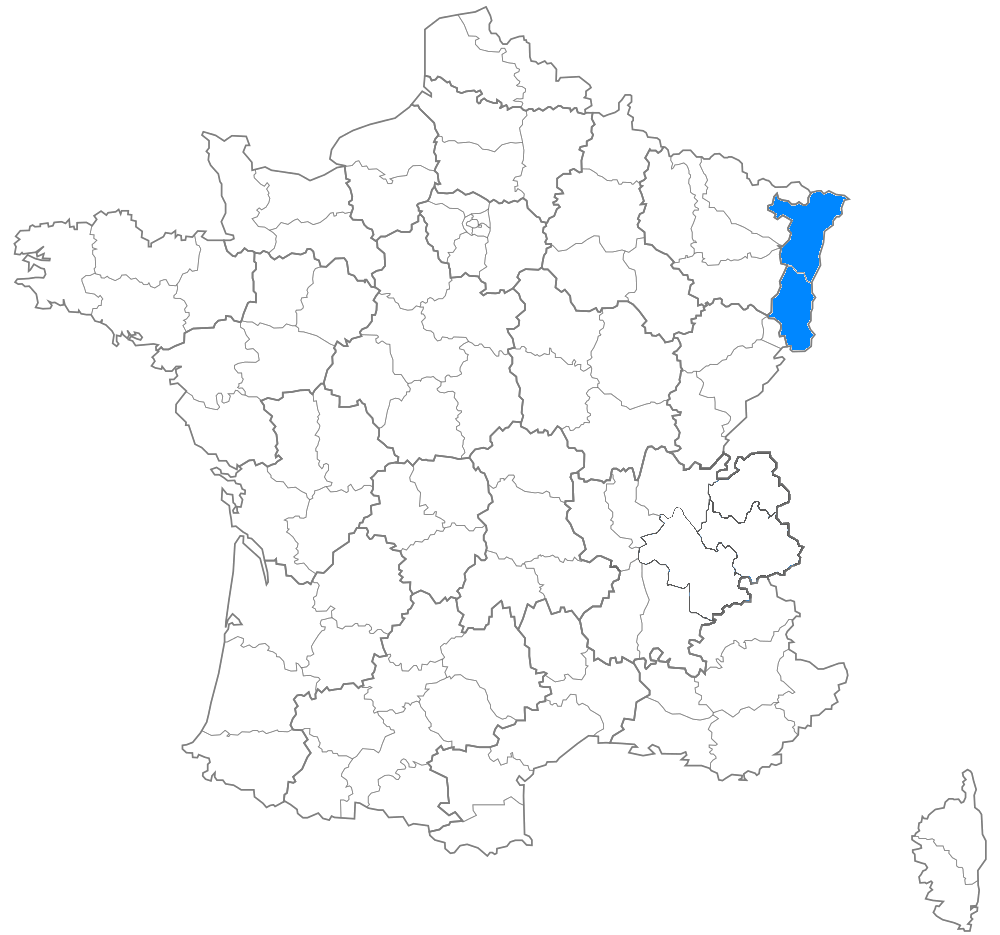
Zone d'émission TNT en France de France 3 Alsace

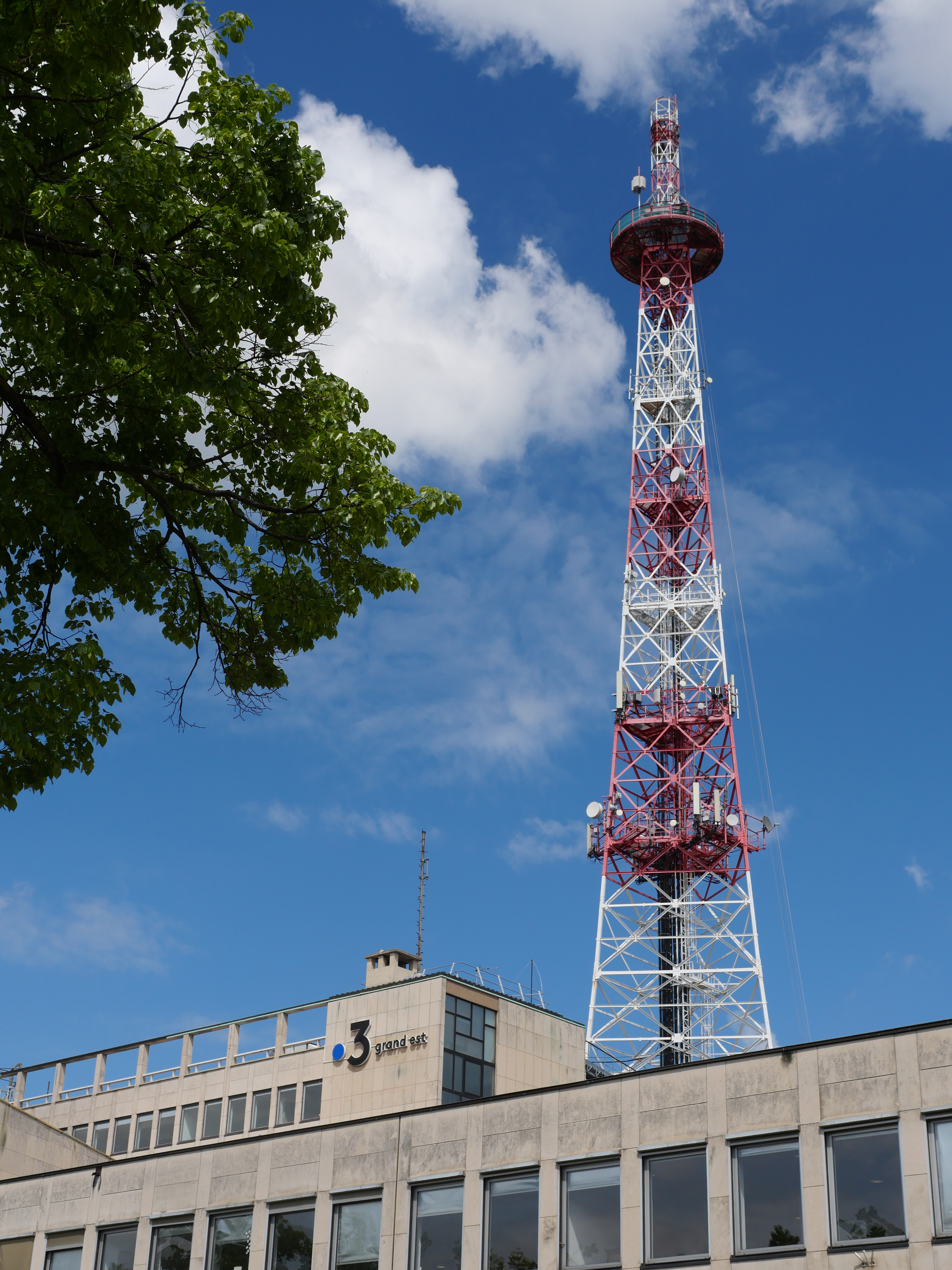
Les locaux et le pylône de France 3 (Strasbourg-Lauth) après le démontage de sa pointe en 2021.

Télé-Strasbourg fut d'abord diffusée sur le réseau hertzien analogique terrestre VHF en bandes I et III en 819 lignes noir et blanc depuis l’émetteur de Strasbourg-Lauth. À partir du 1er avril 1964, la deuxième chaîne relaie les programmes régionaux sur la plupart de ses émetteurs UHF à 625 lignes afin que les éditions régionales soient distribuées au mieux du découpage des circonscriptions administratives régionales. Les vastes zones de réception VHF de chaque émetteur de la première chaîne sont souvent reçues par plusieurs régions différentes, le réseau ayant été initialement conçu pour couvrir un maximum de population avec un minimum de fréquences. Les réseaux UHF, codés en SÉCAM IIIB norme L depuis le 1er octobre, sont complétés par des "émetteurs intercalaires" qui ont des zones de diffusion qui "cadrent" bien mieux avec le découpage des régions créées en 1960.
Dès le 6 janvier 1975, les programmes régionaux sont diffusés sur le troisième réseau terrestre analogique hertzien UHF SECAM IIIB norme L sur toute la région Nord-Pas-de-Calais via l'émetteur TDF de Nordheim-Strasbourg jusqu'au passage définitif à la diffusion numérique terrestre le 2 février 2010. Depuis cette date, France 3 Alsace est diffusée en région Alsace en clair sur le multiplex R1 de la TNT au standard UHF PAL MPEG-2 (SDTV) depuis l'émetteur TDF de Nordheim-Strasbourg (canal UHF 48H), ainsi que par câble sur Estvidéo et Numericable. Elle est aussi accessible dans toute la France sur les bouquets satellite Canalsat, Fransat et TNTSAT et sur les bouquets ADSL.
Couvrant Bâle et une partie du Bade-Wurtemberg, France 3 Alsace s'adresse à un public de près de 2,5 millions d'habitants (dont 1,8 million en Alsace).
À la suite de nouvelles normes européennes de sécurité et en raison de sa hauteur de 115 mètres, le pylône de diffusion historique doit être renforcé. Il est alors décidé de retirer une partie du sommet pour ne faire plus que 92 mètres de haut.

## Slogans
- 1992 - 2001 : « France 3, la télé qui prend son temps. »
- 2001 - 2010 : « France 3 : De près, on se comprend mieux. »[5]
- 2010 - 2011 : « France 3 : Avec vous, à chaque instant. »
- 2011 - 2012 : « Entre nous, on se dit tout. »
- Septembre 2018 : « Sur France 3, vous êtes au bon endroit. »

## Les programmes de France 3 Alsace

### L'information
- Le 12/13 : du lundi au dimanche à 12 h 25
- Le 19/20 : du lundi au dimanche à 19 h 14
- Rund Um : du lundi au vendredi à 12 h 45 et 20 h 07, l'info de tout le territoire, en alsacien

Anciennement :
- Grand Soir 3 : du lundi au jeudi à 22 h 40
- Soir 3 : du lundi au vendredi à 22 h 30 et du samedi au dimanche à 22 h 10

### Le numérique
- Le site de France 3 Grand Est : toute l’information et les programmes

### Émissions régionales

#### Du lundi au vendredi
- Vous Êtes Formidables : l'émission qui fait du bien. Présenté par Valérie Alexandre et les chroniqueurs de l’émission, du lundi au vendredi à 9 h 05.
- Complètement à l’Est : à la découverte du Grand Est et de ses 760 km de frontières, tout en s'ouvrant à nos voisins suisses, allemands, luxembourgeois et belges, Aurélie Renard vous donne rendez-vous du lundi au vendredi à 10 h 15
- Sortir : l’agenda des sorties et des loisirs en Lorraine et dans le Grand Est, diffusé du lundi au vendredi à 11 h 35, 12 h 15 et 18 h 55
- La France en Vrai : la case du documentaire en région, chaque lundi en fin de soirée.
- Enquêtes de région : des enquêtes, des portraits, des révélations et des découvertes : Nos régions changent, nos vies aussi. Que seront-elles demain ? Présenté par Sylvie Malal, un mercredi par mois en fin de soirée.

Le week-end
- Kùmme mit : l'émission de découverte du territoire, en alsacien, présentée par Jean-François Charles Martin le samedi à 10 h 50
- Ça roule en cuisine : sur les routes du Grand Est, retrouvez les recettes de Sophie Menut, à travers ses haltes sur les marchés avec son food-truck. le samedi à 11 h 25
- GsunTheim : le rendez-vous de l'humour et de la culture, dans la tradition du cabaret alsacien, présenté par Christian Hahn le dimanche à 10 h 20
- A'Gueter : émission culinaire en dialecte et à vélo, présentée par André Muller, le dimanche à 10 h 50
- Dimanche en Politique : magazine d'actualité régionale politique ou sociétale, présenté par Caroline Kellner en Alsace le dimanche à 11 h 25. Deux fois par mois, Dimanche en Politique se déroule à l'échelle du Grand Est, avec une thématique régionale, présenté par Anne de Chalendar, ou européenne, présenté par Caroline Kellner.
- Ça roule en cuisine : sur les routes du Grand Est, retrouvez les recettes de Sophie Menut, à travers ses haltes sur les marchés avec son food-truck.
- Courant d'Est  : aventure et découvertes dans le Grand Est, présenté par Carine Aigon, le dimanche à 12 h 55